# Abla
Abla (früher Abula) ist ein südspanischer Ort und eine Gemeinde (municipio) mit insgesamt 1.272 Einwohnern (Stand: 2024) im Süden der Provinz Almería in der autonomen Region Andalusien.

## Lage und Klima
Der Ort Abla liegt am Oberlauf des Río Nacimiento im Norden des Nationalparks Sierra Nevada etwa 72 km (Fahrtstrecke) nordwestlich der am Mittelmeer gelegenen Provinzhauptstadt Almería in einer Höhe von ca. 860 m. Zusammen mit dem Nachbarort Abrucena hat Abla einen Autobahnanschluss an die Autovía A-92. Das Klima ist gemäßigt bis warm; der eher spärliche Regen (ca. 350 mm/Jahr) fällt – mit Ausnahme der meist extrem trockenen Sommermonate – verteilt übers Jahr.

## Bevölkerungsentwicklung
| Jahr      | 1857 | 1900 | 1981 | 2000 | 2020 |
| Einwohner | 2546 | 2461 | 2504 | 1516 | 1248 |

Die Mechanisierung der Landwirtschaft, die Aufgabe bäuerlicher Kleinbetriebe („Höfesterben“) und der daraus resultierende Verlust von Arbeitsplätzen hatte in der zweiten Hälfte des 20. Jahrhunderts einen immer noch anhaltenden Bevölkerungsschwund zur Folge.

## Wirtschaft
In arabisch-maurischer Zeit und noch bis ins 20. Jahrhundert hinein lebten die Bewohner des Ortes als Selbstversorger von den Erträgen ihrer Felder und Hausgärten. Außerdem wurde in geringem Umfang auch Viehzucht (v. a. Schafe, Ziegen und Schweine) betrieben; Esel wurden als Tragtiere gehalten. Dieser Zustand änderte sich erst mit dem Ausbau der Infrastruktur im 20. Jahrhundert. Heute dominieren Olivenbäume und Mandelbaumplantagen. Im Ort selbst haben sich Kleinhändler, Handwerker und Dienstleister aller Art angesiedelt. Zu Beginn des 21. Jahrhunderts wurde auf dem Gebiet der Gemeinde ein Windpark (parque eolico) errichtet.

## Geschichte
In römischer Zeit hieß der Ort Abula Longa; in der Spätantike entstand hier das Bistum Abula. westgotische Spuren fehlen. Es ist davon auszugehen, dass Berber aus den Bergregionen des Maghreb im 8. Jahrhundert die eigentlichen Gründer des Ortes waren, der im ausgehenden 15. Jahrhundert von den Christen rückerobert (reconquista) wurde. Viele Mauren aus dem Süden Spaniens zogen sich in dieser Zeit in die abgelegenen Berge der Region zurück; vereinzelte Versuche zur endgültigen Christianisierung schlugen fehl, doch erst nach den Moriskenaufständen der Jahre 1499 bis 1501 und 1568 bis 1571 wurden die letzten Muslime zu Beginn des 17. Jahrhunderts ausgewiesen bzw. umgesiedelt. Danach verfiel der Ort und erlangte erst allmählich durch Neusiedler aus anderen Teilen der Iberischen Halbinsel seine ursprüngliche Größe wieder.

## Sehenswürdigkeiten

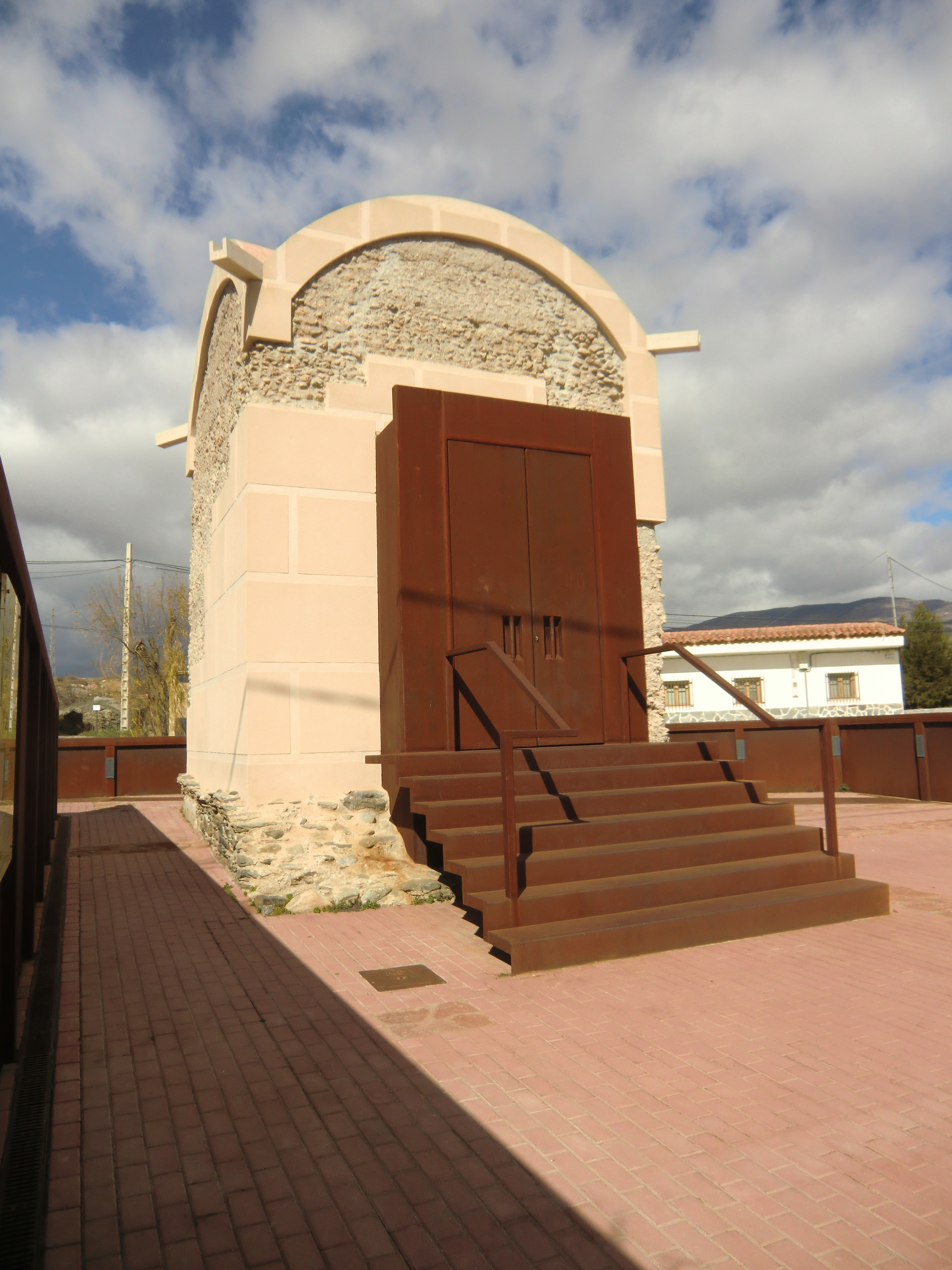
Abla – röm. Mausoleum

- Aus dem 2. oder 3. Jahrhundert stammt ein in Teilen restauriertes Mausoleum.[3]
- Die Iglesia de la Anunciación wurde in den Jahren 1540 bis 1550 erbaut, doch nach Zerstörungen während des zweiten Moriskenaufstands zu Beginn des 17. Jahrhunderts im Mudéjar-Stil erneuert. Hervorzuheben sind das barocke Ziegelsteinportal und ein Triumphbogen im Innern. Kirchenschiff und Apsis werden von trapezförmigen Holzdecken mit Zugbalken überspannt.
- Mehrere Kapellen (ermitas) bereichern das Ortsbild.
- Bemerkenswert ist der an einer Hauswand angebrachte steinerne Wappenschild aus dem Jahr 1686 mit der Inschrift: „Dieses Wappen stammt von Alonso Bazán Hacén, einem Nachfahren der Könige von Granada.“

Umgebung
- Kupferzeitliche Siedlungsreste wurden ca. 3 km nordöstlich auf dem Peñon de las Juntas gefunden; sie werden der Los-Millares-Kultur zugerechnet.